# Is There Anybody Out There? The Wall Live 1980-81
Is There Anybody Out There? The Wall Live 1980-81 é um duplo álbum ao vivo da banda britânica de rock Pink Floyd, lançado em 2000.
Este álbum foi gravado por James Guthrie em 1980 e 1981 quando os Pink Floyd tocaram ao vivo o legendário The Wall em Earls Court, Londres. O álbum chegou ao 19.º lugar na tabela Billboard 200 e atingiu a platina (1 milhão de cópias vendidas) em maio de 2000 nos Estados Unidos. As apresentações ficaram marcadas pela presença de duas faixas que não entraram no disco de estúdio, são elas:"What Shall We Do Now" & "The Last Few Bricks".
| Críticas profissionais | Críticas profissionais |
| Avaliações da crítica  | Avaliações da crítica  |
| Fonte                  | Avaliação              |
| ---------------------- | ---------------------- |
| allmusic               | [ 3 ]                  |
| Rolling Stone          | [ 4 ]                  |

## Faixas
Todas as letras escritas por Roger Waters, todas as músicas compostas por Roger Waters, exceto onde anotado.
| Disco 1        |                                                                             |                |                 |         |  |
| N.º            | Título                                                                      | Compositor(es) | Vocais          | Duração |  |
| 1.             | "MC:Atmos" (7 de agosto, 1980)                                              |                | Yudman          | 1:13    |  |
| 2.             | "In the Flesh?" (7 de agosto, 1980)                                         |                | Waters          | 3:00    |  |
| 3.             | "The Thin Ice" (7 de agosto, 1980/13 de junho, 1981)                        |                | Gilmour, Waters | 2:49    |  |
| 4.             | "Another Brick in the Wall (Part I)" (7 de agosto, 1980)                    |                | Waters, Gilmour | 4:13    |  |
| 5.             | "The Happiest Days of Our Lives" (7 de agosto, 1980)                        |                | Waters, Gilmour | 1:40    |  |
| 6.             | "Another Brick in the Wall (Part II)" (9 de agosto, 1980/14 de junho, 1981) |                | Gilmour, Waters | 6:19    |  |
| 7.             | "Mother" (16 de junho, 1981)                                                |                | Waters, Gilmour | 7:54    |  |
| 8.             | "Goodbye Blue Sky" (17 de junho, 1981)                                      |                | Gilmour         | 3:15    |  |
| 9.             | "Empty Spaces" (14 de junho, 1981)                                          |                | Waters          | 2:14    |  |
| 10.            | "What Shall We Do Now?" (14 de junho, 1981)                                 |                | Waters          | 1:40    |  |
| 11.            | "Young Lust" (7 de agosto, 1980)                                            |                | Gilmour, Waters | 5:17    |  |
| 12.            | "One of My Turns" (7 de agosto, 1980)                                       |                | Waters          | 3:41    |  |
| 13.            | "Don't Leave Me Now" (7 de agosto, 1980)                                    |                | Waters          | 4:08    |  |
| 14.            | "Another Brick in the Wall (Part III)" (7 de agosto, 1980)                  |                | Waters          | 1:15    |  |
| 15.            | "The Last Few Bricks" (7 de agosto, 1980/9 de agosto, 1980)                 |                | Instrumental    | 3:26    |  |
| 16.            | "Goodbye Cruel World" (9 de agosto, 1980)                                   |                | Waters          | 1:41    |  |
| Duração total: | Duração total:                                                              | Duração total: | Duração total:  | 53:50   |  |

| Disco 2        |                                                          |                 |         |  |
| N.º            | Título                                                   | Vocais          | Duração |  |
| 1.             | "Hey You" (16 de junho, 1981)                            | Gilmour, Waters | 4:55    |  |
| 2.             | "Is There Anybody Out There?" (7 de agosto, 1980)        | Waters, Gilmour | 3:09    |  |
| 3.             | "Nobody Home" (8 de agosto, 1980/15 de junho, 1981)      | Waters          | 3:15    |  |
| 4.             | "Vera" (13 de junho, 1981)                               | Waters          | 1:27    |  |
| 5.             | "Bring the Boys Back Home" (7 de agosto, 1980)           | Waters          | 1:20    |  |
| 6.             | "Comfortably Numb" (9 de agosto, 1980/15 de junho, 1981) | Gilmour, Waters | 7:26    |  |
| 7.             | "The Show Must Go On" (16 de junho, 1981)                | Gilmour         | 2:35    |  |
| 8.             | "MC:Atmos" (16 de junho, 1981)                           | Yudman          | 0:37    |  |
| 9.             | "In the Flesh" (7 de agosto, 1980)                       | Waters          | 4:23    |  |
| 10.            | "Run Like Hell" (15 de junho, 1981/17 de junho, 1981)    | Gilmour, Waters | 7:05    |  |
| 11.            | "Waiting for the Worms" (13 de junho, 1981)              | Waters, Gilmour | 4:14    |  |
| 12.            | "Stop" (9 de agosto, 1980)                               | Waters          | 0:30    |  |
| 13.            | "The Trial" (9 de agosto, 1980)                          | Waters          | 6:01    |  |
| 14.            | "Outside the Wall" (8 de agosto, 1980/9 de agosto, 1980) | Waters          | 4:27    |  |
| Duração total: | Duração total:                                           | Duração total:  | 51:31   |  |